# Aristide Aubert du Petit-Thouars
Aristide Aubert du Petit Thouars de Boumois (Château de Boumois, 31 agosto 1760 – Abukir, 1º agosto 1798) è stato un capitano di vascello della Marina militare francese, studioso ed esploratore. Comandante del vascello di 80 cannoni Tonnant durante la Battaglia del Nilo.

## Biografia
Nacque da una nobile famiglia (le cui origini risalgono al 1390) nel castello di Boumois, nei pressi di Saint-Martin-de-la-Place, il 31 agosto 1760, quarto figlio di Gilles-Louis-Antoine Aubert du Petit Thouars, detto il «Chevalier du Petit Thouars», governatore del castello di Saumur, e Anne Marie de Gohin, dama di Boumois. Uno dei suoi fratelli era Louis-Marie Aubert du Petit-Thouars, che divenne un grande botanico. I suoi genitori lo indirizzano fin da giovanissimo al mestiere delle armi, tanto che nel 1764 fu mandato a frequentare il Prytanée national militaire di La Flèche. All'età di quattordici anni conobbe il navigatore Yves Joseph de Kerguelen de Trémarec, caduto in disgrazia e prigioniero sotto la custodia di suo padre presso il castello di Saumur.
La conoscenza di Kergulen de Trémarec, unita alla lettura del romanzo Robinson Crusoe, svegliò in lui il gusto per il mare. Tentò due volte di fuggire dall'istituto con due suoi compagni, per imbarcarsi come mozzo a Nantes. I tre ragazzi furono ripresi e imprigionati tutte e due le volte, ma Déodat de Dolomieu, in servizio come ufficiale di polizia presso la Scuola Militare, rimase sedotto dal carattere del ragazzo, ed ottenne la parziale commutazione della punizione. Durante il periodo trascorso in prigione, visitato giornalmente da de Dolomieu, compose un romanzo Barbogasse le Hérissé di cui era l'eroe.
Della scuola militare de La Flèche, nel 1775 passò all'Accademia Militare di Parigi, dove effettuò seri studi,  ma nel 1776, in seguito alle riforme delle scuole militari effettuata dal ministro Claude-Louis de Saint-Germain, dovette interrompere il corso dei suoi studi ed entrò quindi in fanteria con il grado di sottotenente, prestando servizio nel Reggimento di Poitou, di stanza a Thionville. Appresa la notizia del terzo viaggio dell'esploratore James Cook, decise di accompagnarlo come volontario, confidando il suo intendimento ad un amico ufficiale del Reggimento de Royal Champagne, e i due furono dissuasi a stento da alcuni ufficiali superiori. Nel 1778 la guerra contro l'Inghilterra  gli fornì la possibilità di ottenere dal Ministro della Marina Antoine de Sartine il permesso di andare a Rochefort dove, in seguito ad un esame superato brillantemente il 1º marzo, ricevette il grado di guardiamarina. Entrato ufficialmente nella Marine royale, si imbarcò a bordo del vascello da 74 cannoni Fendant, comandato dal marchese de Vaudreuil. Tale vascello non era ancora pronto a prendere il mare, ed egli sollecitò il permesso di imbarcarsi sulla fregata le Gloire con cui effettuò una breve crociera nell'Oceano Atlantico. Rientrato a Brest si reimbarcò sul Fendant, appartenente alla squadra navale dell'ammiraglio d'Orvilliers, su cui partecipò al combattimento di Ouessant (27 luglio 1778). Nel 1779 partecipò alla presa di Saint Louis du Fort, in Senegal, all'assedio di Grenada, e nel 1780 partecipò ai tre combattimenti condotti dall'ammiraglio Luc Urbain du Bouëxic, conte di Guichen (1712–1790) contro la squadra inglese condotta dall'ammiraglio George Brydges Rodney.
Quando il Fendant venne disarmato si imbarcò sul vascello da 80 cannoni Couronne destinato a scortare un convoglio di rifornimenti diretto alla squadra dell'ammiraglio de Grasse.
Tra il 9 e il 12 aprile 1782 prese parte alla battaglia delle Saintes. Dopo la battaglia fu trasferito sulla fregata l'Amazone destinata ad incrociare lungo le coste della Spagna. Dopo la fine delle ostilità, avvenuta ufficialmente il 3 settembre 1783 con la firma del Trattato di Parigi, effettuò alcune crociere durante quali non trascurò nessuna opportunità per perfezionare le sue conoscenze marinare. Nell'ambito di questo disegno si imbarcò a bordo di varie navi compiendo due viaggi di studio in Inghilterra, e visitando successivamente la Grecia, l'isola di Cipro, Alessandria d'Egitto, e Costantinopoli, compiendo rilievi idrografici nel Mar di Marmara.

### Alla ricerca dell'esploratore La Pérouse
A quell'epoca, non vi era ancora risposta alla sparizione della spedizione  dell'esploratore Jean-François de La Pérouse. La sua immaginazione si infiammò al pensiero della sorte che doveva aver subito l'ardito navigatore, che si supponeva naufragato su un'isola deserta. Studiò subito un progetto per andare alla sua ricerca, e pubblicò un volantino per effettuare questa spedizione. Suo fratello Aubert si unì a lui, ma la sottoscrizione non raccolse fondi sufficienti, ed i due fratelli dovettero vendere tutti i loro beni per fare fronte alle spese della spedizione. Lo stesso Re Luigi XVI fu uno dei sottoscrittori della spedizione, partecipando con 10.000 franchi. Dopo aver studiato matematica da autodidatta, il 1º gennaio 1792  fu promosso tenente di vascello e il 2 settembre dello stesso anno prese il mare da Le Havre a bordo del brick da 52 tonnellate, armato con 12 cannoni e 32 membri d'equipaggio, le Diligent, alla ricerca dell'esploratore La Pérouse, senza suo fratello che mancò la partenza, a causa dei moti rivoluzionari di Brest.
A causa della malattia di uno dei suoi ufficiali diresse sull'Isola del Sale, una delle isole dell'arcipelago di Capo Verde,  dove salvò dagli orrori della carestia 40 marinai portoghesi naufragati sull'isola, che li trasportò a San Nicola.  La scarsità di cibo si stava facendo sentire anche a bordo della nave, ma egli non poté resistere allo spettacolo di desolazione che gli si parava davanti. Alla sua partenza consegnò quasi tutti i suoi viveri agli abitanti del posto che, con il loro vescovo in testa, l'accompagnarono sino sulla riva ricoprendolo di benedizioni.
Ripreso il mare il suo equipaggio si trovò decimato da una malattia terribile, tanto che fu costretto a fermarsi presso l'isola portoghese di Fernando de Noronha, la terra più vicina.
I portoghesi, estremamente diffidenti per quanto stava avvenendo in Francia durante quel periodo, lo trassero in arresto malgrado i suoi giusti reclami, imprigionandolo in un edificio che si trovava all'entrata della rada di Pernambuco. La sua spedizione alla ricerca di La Perouse terminò qui. In seguito fu condotto prigioniero a Lisbona,  dove venne rilasciato nell'aprile 1793, e da qui, invece di rientrare in Francia, a causa del Regime del Terrore, partì come emigrante alla volta degli Stati Uniti d'America, dove ebbe modo di incontrare numerosi nobili emigrati, come il Duca de La Rochefoucauld-Liancourt, Talleyrand ed altri. Con il denaro dei suoi premi e le terre in concessione, decide di fondare lui stesso una città, cui diede il nome di Asile.
Sempre alla ricerca di avventure e scoperte decise, per ben due volte, di cercare il mitico passaggio a nord-ovest, ed inoltre si recò, assieme al duca di La Rochefoucauld-Liancourt, a visitare le Cascate del Niagara.
Gli avvenimenti del 9 termidoro misero fine all'esperienza americana e lo fecero rientrare in Francia nel 1796, dove scoprì di essere stato destituito dal suo grado militare in quanto nobile.

### Il rientro in marina e la spedizione in Egitto
Segnalato fin dalla sua gioventù dagli ammiragli e dai capitani sotto cui aveva servito, de Suffren, de Guichen, d’Albert de Rions, de Lamotte-Picquet, de Vaudreuil, ecc., come uno degli ufficiali che, un giorno, avrebbero fatto onore alla Marina francese, gli fu proposto di ritornare in servizio attivo ed egli accettò, venendo promosso al grado di capitano di vascello, destinato ad assumere il comando del vascello Franklin. In preparazione della spedizione in Egitto riceve il comando del vascello di 80 cannoni Tonnant e con il grado di Chef de Division partì per l'Egitto al comando di una divisione della squadra navale dell'ammiraglio Brueys.
Dopo aver conquistato l'isola di Malta durante il tragitto verso l'Egitto, la flotta francese appoggiò lo sbarco delle truppe del generale Bonaparte, e quindi gettò l'ancora nella baia di Abukir.
Nel pomeriggio del 1º agosto 1798, le vedette segnalarono l'arrivo flotta inglese, comandata da Lord Nelson. L'ammiraglio Brueys convocò rapidamente un consiglio di guerra a bordo della nave ammiraglia, il gigantesco vascello da 120 cannoni L'Orient. Qui il capitano du Petit Thouars prese la parola, dicendo: que l'on est perdu si l'on attend Nelson dans la position fausse ou l'on est et qu'il faut appareiller sans délai Qualcuno lo rimproverò con acidità per questo parere, al che egli rispose con furore: je ne sais ce que l'on fera,  mais on peut être sûr que, dès que je serai à bord, mon pavillon sera cloué au mât !
Durante il corso della battaglia la sua nave ingaggiò un violentissimo combattimento con i vascelli inglesi Majestic e Bellerophon. Il Tonnant fu completamente smantellato dalle bordate inglesi, perdendo tutti gli alberi e diventando raso come un pontone. Il capitano du Petit-Thouars perse dapprima entrambe le mani, e poi un piede. Nonostante le gravissime mutilazioni si fece mettere in un barile di sabbia per ritardare la morte per emorragia, e mantenne il comando fino all'ultimo. Prima di spirare fece giurare al suo equipaggio di non ammainare mai la sua bandiera escalmando: Équipage du Tonnant, n'amenez jamais votre pavillon !. Morì, considerato un eroe, il 1º agosto 1798.
Dopo ventiquattro ore di combattimento, con la bandiera che sventolava da un troncone dell'albero maestro, l'equipaggio del vascello si arrese agli inglesi ammainando la bandiera. A bordo vi erano 120 morti e 150 feriti.

## Pubblicazioni
- Barbogasse le Hérissé,
- Lettres, Mémoires, et Opuscules di Aristide Aubert du Petit Thouars, capitaine de vaisseau, enseveli sul le débris du Tonnant au combar d'Aboukir, chez les éditeurs, 1822.[37]

## Monumenti e navi

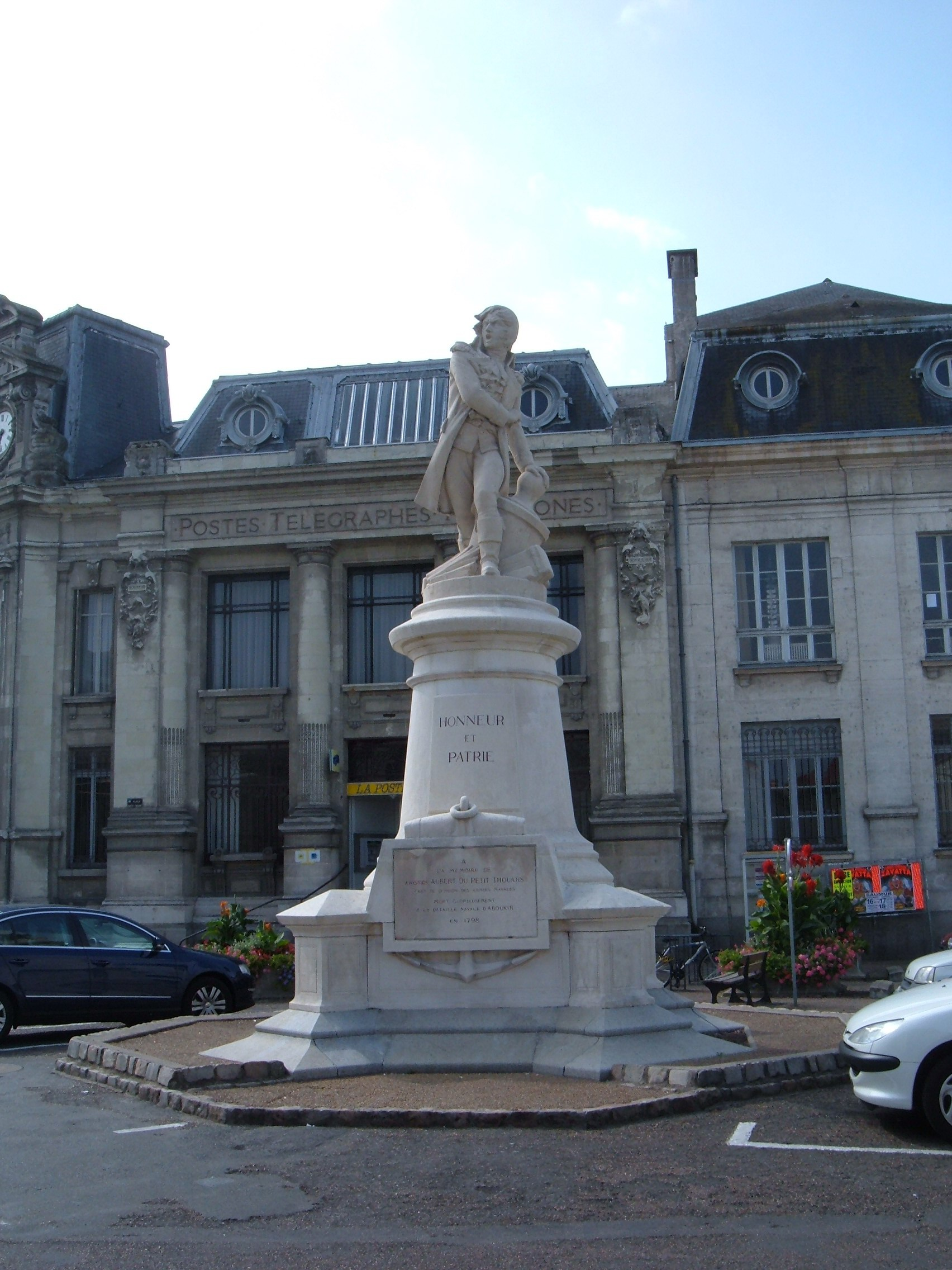
Statua di Aristide Aubert Du Petit-Thouars a Saumur

Il 13 settembre 1931 a Saint-Martin-de-la-Place fu inaugurato un monumento che illustrava la tragedia del Tonnant, opera dello scultore Alfred Benon.
Il 2 luglio 1933, alla presenza del Ministro della Marina Georges Leygues, viene inaugurato sulla piazza di Saumur un monumento che raffigura Aristide Aubert du Petit Thoars in piedi, in atteggiamento di comando. Nel 1821 suo fratello Aubert Auber, du Petit Thoars membro dell'Istituto di Francia, raccolse la maggior parte dei suoi manoscritti e ne formò un grosso volume intitolato: le Capitaine Aristide Aubert du Petit Thouars peint par lui-même.

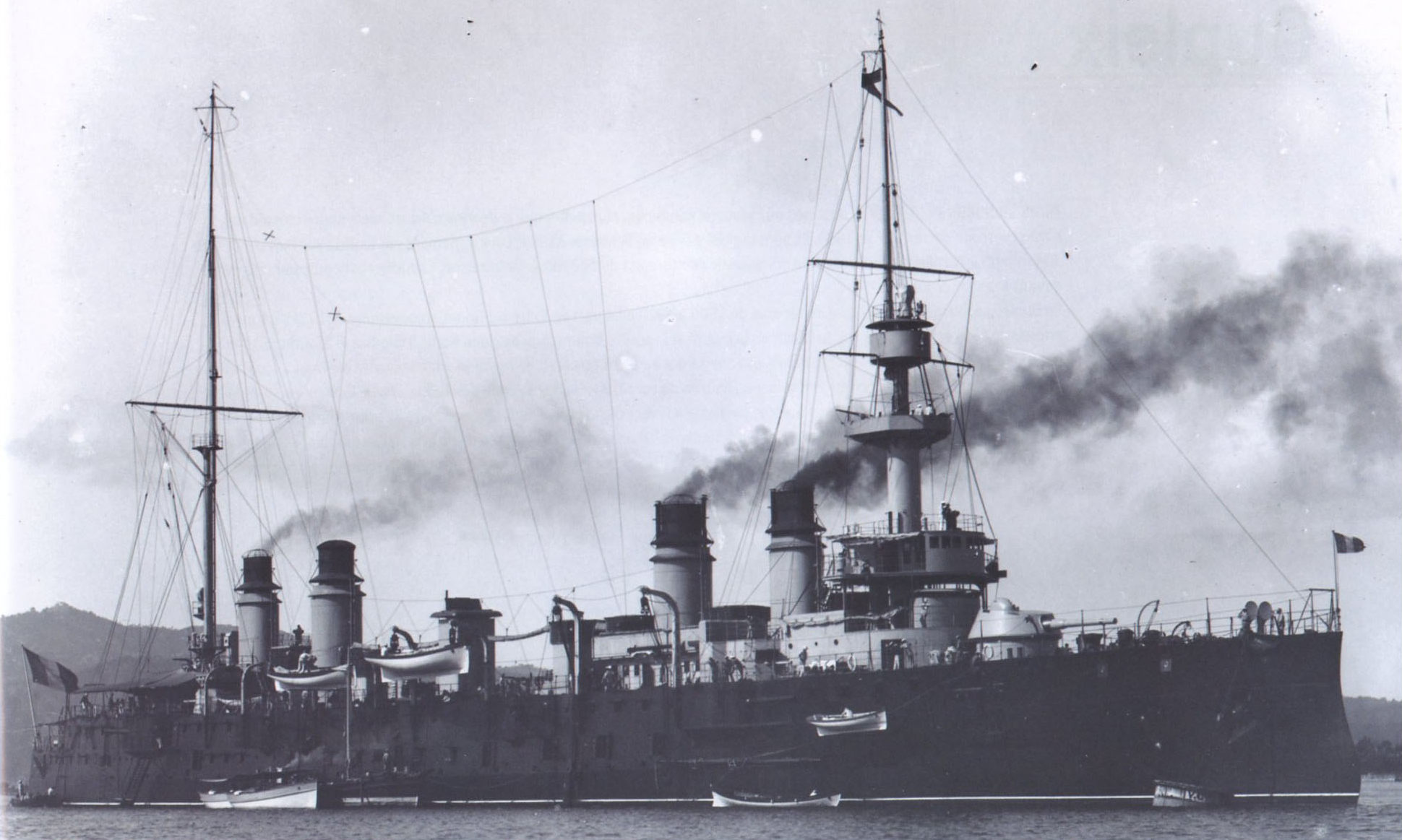
L'incrociatore corazzato Dupetit-Thouars

Numerose navi hanno portato il suo nome:
- una scialuppa bombardiere (1799)
- un brick che partecipò alla campagna del Messico (1828-1865)
- un incrociatore che partecipò alla campagna del Madagascar (1872-1914)
- un incrociatore corazzato Classe Gueydon, affondato mentre scortava un convoglio americano da un sommergibile tedesco (1901-1918)
- un sommergibile Classe Armide (1920-1928)
- un cacciatorpediniere di squadra Classe T 47 (1956-1988)